# Women's National Basketball Association 2024
La Women's National Basketball Association 2024 è stata la ventottesima edizione della lega professionistica statunitense.
Vi partecipavano dodici franchigie, divise in due conference. Al termine della stagione regolare (40 gare), le migliori otto partecipavano ai play-off.
Il titolo è stato conquistato per la prima volta dalle New York Liberty. La Most Valuable Player è stata A'ja Wilson delle Las Vegas Aces.

## Stagione regolare

### Eastern Conference
|  |    | Classifica finale 2024 | V  | P  | PtF | PtS |
|  | -- | ---------------------- | -- | -- | --- | --- |
|  | 1. | New York Liberty       | 32 | 8  | -   | -   |
|  | 2. | Connecticut Sun        | 28 | 12 | -   | -   |
|  | 3. | Indiana Fever          | 20 | 20 | -   | -   |
|  | 4. | Atlanta Dream          | 15 | 25 | -   | -   |
|  | 5. | Washington Mystics     | 14 | 26 | -   | -   |
|  | 6. | Chicago Sky            | 13 | 27 | -   | -   |

### Western Conference
|  |    | Classifica finale 2024 | V  | P  | PtF | PtS |
|  | -- | ---------------------- | -- | -- | --- | --- |
|  | 1. | Minnesota Lynx         | 30 | 10 | -   | -   |
|  | 2. | Las Vegas Aces         | 27 | 13 | -   | -   |
|  | 3. | Seattle Storm          | 25 | 15 | -   | -   |
|  | 4. | Phoenix Mercury        | 19 | 21 | -   | -   |
|  | 5. | Dallas Wings           | 9  | 31 | -   | -   |
|  | 6. | Los Angeles Sparks     | 8  | 32 | -   | -   |

## Vincitore
| Campione WNBA 2023           |
| ---------------------------- |
| New York Liberty (1º titolo) |

## Statistiche
| Categoria             | Giocatore        | Squadra            | Stat |
| --------------------- | ---------------- | ------------------ | ---- |
| Punti per gara        | A'ja Wilson      | Las Vegas Aces     | 26,9 |
| Rimbalzi per gara     | Angel Reese      | Chicago Sky        | 13,1 |
| Assist per gara       | Caitlin Clark    | Indiana Fever      | 8,4  |
| Palle rubate per gara | Arike Ogunbowale | Dallas Wings       | 2,1  |
| Stoppate per gara     | A'ja Wilson      | Las Vegas Aces     | 2,6  |
| FG%                   | Brittney Griner  | Phoenix Mercury    | 57,9 |
| FT%                   | Arike Ogunbowale | Dallas Wings       | 92,1 |
| 3FG%                  | Emily Engstler   | Washington Mystics | 47,4 |

## Premi WNBA
- WNBA Most Valuable Player: A'ja Wilson, Las Vegas Aces
- WNBA Defensive Player of the Year: Napheesa Collier, Minnesota Lynx
- WNBA Coach of the Year: Cheryl Reeve, Minnesota Lynx
- WNBA Rookie of the Year: Caitlin Clark, Indiana Fever
- WNBA Most Improved Player: DiJonai Carrington, Connecticut Sun
- WNBA Sixth Woman of the Year: Tiffany Hayes, Las Vegas Aces
- WNBA Finals Most Valuable Player: Jonquel Jones, New York Liberty
- Kim Perrot Sportsmanship Award: Dearica Hamby, Los Angeles Sparks
- WNBA Basketball Executive of the Year: Cheryl Reeve, Minnesota Lynx
- All-WNBA First Team:
  - Napheesa Collier, Minnesota Lynx
  - A'ja Wilson, Las Vegas Aces
  - Breanna Stewart, New York Liberty
  - Caitlin Clark, Indiana Fever
  - Alyssa Thomas, Connecticut Sun
- All-WNBA Second Team:
  - Sabrina Ionescu, New York Liberty
  - Kahleah Copper, Phoenix Mercury
  - Nneka Ogwumike, Seattle Storm
  - Arike Ogunbowale, Dallas Wings
  - Jonquel Jones, New York Liberty
- WNBA All-Defensive First Team:
  - Napheesa Collier, Minnesota Lynx
  - A'ja Wilson, Las Vegas Aces
  - Ezi Magbegor, Seattle Storm
  - DiJonai Carrington, Connecticut Sun
  - Breanna Stewart, New York Liberty
- WNBA All-Defensive Second Team:
  - Alyssa Thomas, Connecticut Sun
  - Alanna Smith, Minnesota Lynx
  - Nneka Ogwumike, Seattle Storm
  - Jonquel Jones, New York Liberty
  - Natasha Cloud, Phoenix Mercury
- WNBA All-Rookie First Team:
  - Caitlin Clark, Indiana Fever
  - Rickea Jackson, Los Angeles Sparks
  - Angel Reese, Chicago Sky
  - Kamila Cardoso, Chicago Sky
  - Leonie Fiebich, New York Liberty